# Giuseppe Saverio Poli

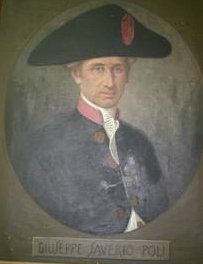
Giuseppe Saverio Poli

Giuseppe Saverio Poli (* 26. Oktober 1746 in Molfetta; † 7. April 1825 in Neapel) war ein italienischer Physiker und Naturforscher.

## Leben
Poli besuchte eine Jesuitenschule und studierte Medizin in Padua mit dem Laurea-Abschluss 1766. Danach war er kurze Zeit Arzt in Molfetta. 1770 ließ er sich in Neapel nieder und unterrichtete Geographie und Geschichte an der Militärakademie (Scuola militare Nunziatella). Er errang das Vertrauen von König Ferdinand und unterrichtete den Kronprinzen Franz. Poli trug Militäruniform in Rang eines Leutnants. Er  wandte sich der Physik zu, sorgte dafür, dass die Akademie physikalische Geräte anschaffte (und war Direktor des physikalischen Kabinetts) und trat in Kontakt zu renommierten Wissenschaftlern in Europa. Er wurde Physikprofessor an der Universität Neapel, unternahm Experimente zur statischen Elektrizität angeregt durch Benjamin Franklin, aber diesen teilweise kritisierend. Poli wurde deshalb von dem neapolitanischen Mathematiker Gian Gaetano del Muscio angegriffen, der bei ihm einen Rückfall auf kartesianische Vorstellungen vermutete.
Er veröffentlichte außer über Physik über die verschiedensten Themen, von Meteorologie (Blitz, Donner) über Geologie bis zur Zoologie. Von ihm stammt ein Lehrbuch der Experimentalphysik, das mehrere Neuauflagen erlebte.
Poli sammelte Muscheln und Schnecken sowie Schmetterlinge. Seine Sammlung bildete später den Grundstock derjenigen des Zoologischen Museums in Neapel (neben der königlichen Sammlung). Sein Werk Testacea utriusque Siciliae beschrieb die Mollusken im Königreich beider Sizilien. Er schrieb das Werk mit seinem Assistenten Stefano Delle Chiaje (1794–1860).  Mehrere Erstbeschreibungen von Muscheln stammen von ihm (Pseudamussium clavatum, Talochlamys multistriata). Vesikel im Gefäßsystem von Stachelhäutern, die er entdeckte, sind nach ihm benannt.

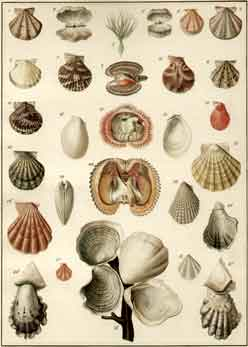
Poli, Testacea Utriusque Siciliae eorumque historia et anatome tabulis 1799

Von ihm stammen auch Gedichte (Viaggio celeste, 1805).
Er war Mitglied der Accademia dei XL. 1779 wurde er zum Mitglied (Fellow) der Royal Society gewählt. Seit 1808 war er korrespondierendes Mitglied der Bayerischen Akademie der Wissenschaften.

## Schriften
- La formazione del tuono, della folgore e di varie altre meteore giuste le idee del signor Franklin, Neapel 1772 (Die Bildung von Donner, Blitz und Meteore nach der Idee von Franklin)
- Riflessioni intorno agli effetti di alcuni fulmini, Neapel 1773
- Continuazione delle riflessioni intorno agli effetti di alcuni fulmini, Neapel 1774
- Lezioni di geografia e di storia militare, 2 Bände, Neapel: Di Simone 1774, 1776.
- Testacea utriusque Siciliae eorumque historia et anatome tabulis aeneis illustrata, 3 Bände, Parma 1791–1827
- mit  Antonio Fabris, Vincenzo Dandolo (1758–1819): Elementi di fisica sperimentale, 6 Bände, Venedig 1793, 1794
- Memoria sul tremuoto de’ 26 luglio del corrente anno 1805, Neapel 1806
- Breve saggio sulla calamita e sulla sua virtù medicinale, Palermo 1811